# 외벽 도장로봇
외벽 도장로봇은 현대엔지니어링과 도장전문업체 제이투이앤씨가 공동개발한 스마트 건설장비이다.

## 개요
외벽 도장로봇은 원격 조종이 가능하며, 건물에 설치된 와이어를 따라 수직으로 상승/하강한다. 또한, 페인트 분사 방식이 적용되어 4개의 노즐로 도료를 분사한다. 페인트 분사 방식은 효율성이 높지만, 분진이 많이 발생하므로 현대엔지니어링은 분진을 최소화하기 위해 분진제어기술을 적용했다.
외벽 도장로봇은 날씨 등의 작업환경 및 근로자의 숙련도 등에 영향을 적게 받으며, 분당 18㎡의 표면을 도장한다. 이는 현장 근로자가 롤러를 통해 작업하는 것 대비 3배 빠른 속도이며, 숙련공 없이도 품질 확보가 가능하다. 또한 현장 근로자의 외벽 도장 작업을 대신함으로써 추락재해 등 안전사고를 방지한다.

## 주요 장치
- 풍속 센서 - 기준풍속 초과 시 작업 제한을 시키며 서브팬을 작동시키는 역할
- 미세먼지 센서 - 작업 중 PM-10 기준의 비산 분진량 체크
- 자이로 센서 - 3축 기울임 발생 시 서브팬이 작동되며, 기체를 벽에 붙이고 좌우 기울기를 보정
- 전방 카메라 - 시공 중 도장면 품질을 영상으로 측정
- 고도(레이저) 센서 - 상/하향 한계선 설정
- 온/습도 센서 - 시방기준 초과 시 도장작업을 제한

## 프로세스
지지대 설치 및 와이어 체결 → 상승 및 페인트 분사 → 하강 및 페이트 분사 → 지지대 이동 → 장비 이동 → 페인트 분사

## 같이 보기
- AI 미장 로봇
- 스팟 (로봇)